# Donald McHenry
Donald Franchot McHenry (San Luis, 13 de octubre de 1936)  es un diplomático estadounidense retirado, que se desempeñó como representante permanente de los Estados Unidos ante las Naciones Unidas desde septiembre de 1979 hasta enero de 1981.

## Biografía
Nació en San Luis (Misuri), y creció del otro lado del río Misisipi en San Luis Oriental (Illinois). Asistió a la Universidad Estatal de Illinois, donde se graduó con una licenciatura en 1957. Luego obtuvo una maestría de la Universidad del Sur de Illinois Carbondale en 1959 y comenzó un programa de doctorado en la Universidad de Georgetown.
Comenzó a trabajar con el Departamento de Estado de los Estados Unidos en 1963, trabajando allí durante ocho años. Desde 1971 hasta 1976, trabajó para una serie de grupos de expertos privados (entre ellos Institución Brookings, Consejo de Relaciones Exteriores y Fondo Carnegie para la Paz Internacional) sobre temas relacionados con política exterior.
En 1976, se desempeñó como miembro del personal de transición del presidente Jimmy Carter en el Departamento de Estado antes de unirse a la misión de los Estados Unidos ante las Naciones Unidas. En marzo de 1977, fue nombrado representante permanente adjunto de los Estados Unidos ante el Consejo de Seguridad de las Naciones Unidas.
En agosto de 1979, fue el principal negociador de los Estados Unidos cuando la Policía de la Autoridad Portuaria impidió que un avión soviético que transportaba a la bailarina rusa Liudmila Vlasova despegara. El Secretario de Estado interino Warren Christopher había ordenado la intercepción porque el esposo de Vlasova, Aleksandr Godunov, que había desertado dos días antes, había expresado su creencia de que su esposa regresaría a la Unión Soviética en contra de su voluntad. Vlasova mantuvo constantemente que regresaba voluntariamente, pero la representación de los Estados Unidos no estaba dispuesta a aceptar su declaración a menos que pudieran hablar con ella en ausencia de los funcionarios soviéticos. Esta solicitud fue denegada. Finalmente, los funcionarios soviéticos permitieron que Vlasova hablara con representantes de los Estados Unidos en una sala móvil que fue llevada al avión. Ella los convenció de que no regresaría bajo coacción, y el avión despegó con Vlasova a bordo.
El momento del incidente de Vlasova atrajo la atención de McHenry en un momento crítico. A principios de ese año, Andrew Young fue obligado a renunciar a su puesto como embajador de los Estados Unidos en la ONU después de reunirse con un representante de la Organización de Liberación de Palestina, en contra de la política de los Estados Unidos hacia la cuestión israelí-palestina. En septiembre de 1979, McHenry fue designado representante permanente por el presidente Carter, ocupando el cargo hasta enero de 1981.
En 1986 McHenry recibió un doctorado honorario del Bates College. Se ha desempeñado en la junta directiva de varias corporaciones multinacionales y es miembro de la Academia Estadounidense de las Artes y las Ciencias. Actualmente es profesor de diplomacia y asuntos internacionales en la Universidad de Georgetown. También ha sido director de The Coca-Cola Company desde 1981. También ha sido director de AT&T Corporation e International Paper.